# Thin Ice (1937)

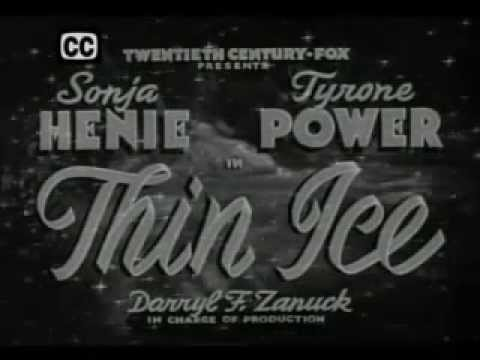
Título do filme americano Thin Ice

Thin Ice (Brasil: Ela e o Príncipe / Portugal: A Carruagem de Sua Alteza) é um filme norte-americano de 1937, do gênero comédia musical, dirigido por Sidney Lanfield e estrelado por Sonja Henie e Tyrone Power.